# برنامه فلگ‌شیپ

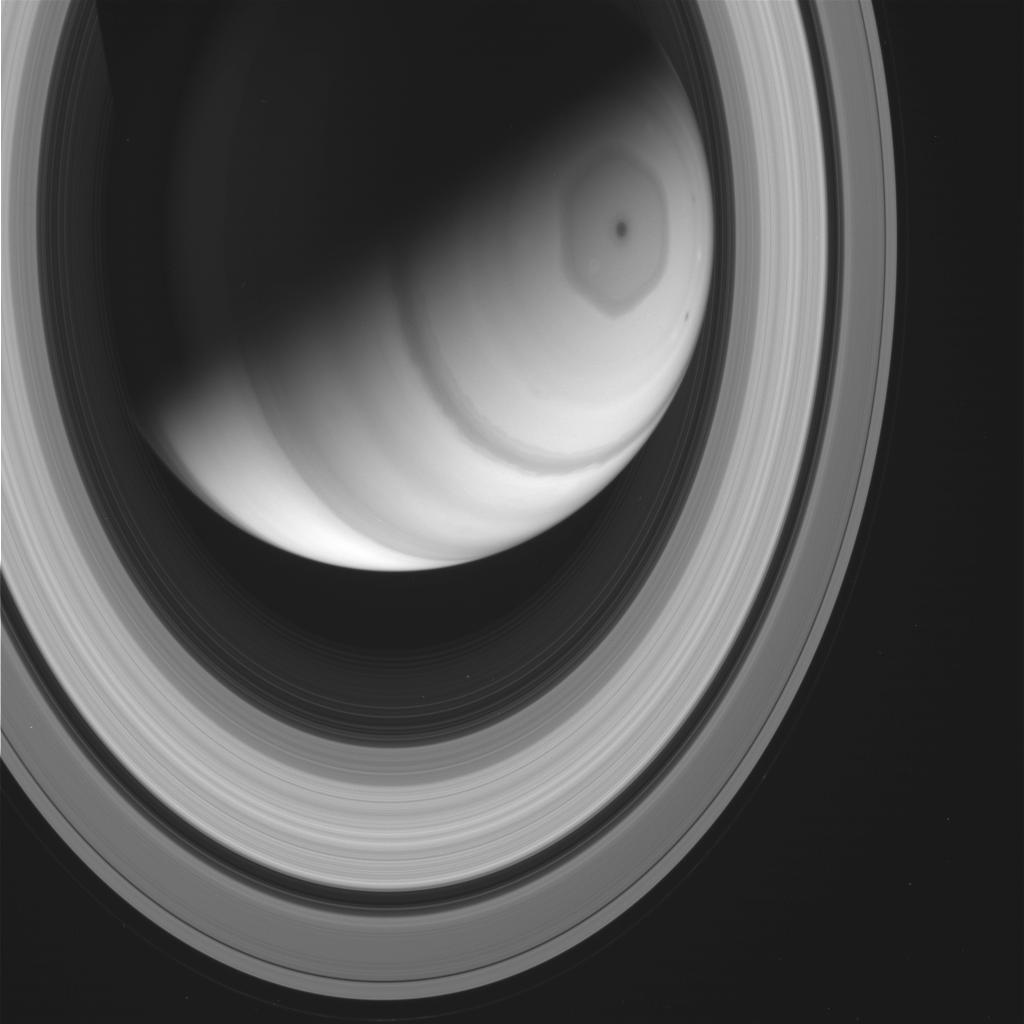
کیوان از دیدگاه مدارگرد کاسینی, یکی از برنامه‌های قدیمی‌تر برنامهٔ فلگ‌شیپ ناسا

برنامهٔ فلگ‌شیپ (به انگلیسی: Flagship Program)، (در اصطلاح به معنی نخبه یا گل سرسبد) نام مجموعه‌ای از مأموریت‌های فضایی ناسا برای بررسی سامانهٔ خورشیدی است. این بزرگ‌ترین و گران‌ترین برنامه از سه کلاس برنامه‌هایِ سامانهٔ خورشیدیِ ناسا است. دو برنامهٔ دیگر؛ یکی برنامه مرزهای نو (New Frontiers) با هزینه‌های متوسط، و پروژهٔ کم هزینه‌تر برنامه دیسکاوری هستند.
هزینهٔ هر مأموریت در کلاس برنامهٔ فلگ‌شیپ به گفتهٔ ناسا، بیش از یک میلیارد دلار است. این مأموریت‌ها در ایجاد امکان رسیدن بشر به هدف‌های مهم اهمیت حیاتی دارند. این اهداف بسیار مهم می‌توانند به بنیان‌گذاری مرزهای زیست‌پذیری سیاره‌ای، نه فقط برای سامانهٔ خورشیدی، بلکه برای دیگر سامانه‌های سیاره‌ای به صورت کلی کمک کنند. به‌طور خاص، آن‌ها بالقوه فرصتی برای شناسایی مولکول‌های آلی پیش‌زیستی یا حتی زندگی فرا زمینی؛ اگر در سامانهٔ خورشیدی وجود داشته باشد، فراهم می‌کنند. اهداف ماموریت‌های برنامه فلگ‌شیپ ممکن است شامل مأموریت‌های پیچیده‌ای به جوّ و سطح ناهید، فضای پایین و سطح تیتان، سطح و زیر سطح اروپا، جوّ طوفانی مشتری، سطح گردوخاکی مریخ، سیستم‌های حلقه‌ای کیوان، اتمسفرهای ژرف غول‌های یخی نپتون و اورانوس، سطح قمر تریتون، انسلادوس، سطح و مگنتوسفر عطارد و سطح هسته در یک دنباله‌دار که به شکل نمونه‌های ذخیره شده در سرمای عمیق وجود دارند، باشد.

## پیشینه
برنامهٔ فلگ‌شیپ تاکنون شامل پروژهای وایکینگ (۱۹۷۵)، پروژهای وویجر (۱۹۷۷)، فضاپیمای گالیله (۱۹۸۹)، فضاپیمای کاسینی (۱۹۹۷)، رصدخانه پرتو ایکس چاندرا (۱۹۹۹) و آزمایشگاه علمی مریخ (۲۰۱۱) بوده‌است. برنامه‌های پیشنهادی کنونی با هزینه‌هایی در حدود ۱ میلیارد دلار تا ۳ میلیارد دلار شامل: مریخ ۲۰۲۰، و مأموریت چند پرواز از کنار اروپا (۲۰۲۲) و تلسکوپ فضایی جیمز وب (۲۰۲۱)